# ترمودینامیک (کتاب)
ترمودینامیک کتابی از جی.پی. هولمن با ترجمهٔ سید محمدرضا مدرس رضوی است که در سال ۱۳۷۴ منتشر و در مراسم کتاب سال جمهوری اسلامی ایران به‌عنوان کتاب برگزیده معرفی شد.